# PWZ-029
Il PWZ-029 è uno psicofarmaco appartenente alla categoria delle imidazobenzodiazepine che con effetti nootropici sviluppato da WiSys; agisce come un sottotipo selettivo, misto agonista inverso del recettore GABA A, agendo come agonista inverso parziale a livello del sottotipo α5 e un debole agonista parziale al sottotipo α3. Questo gli conferisce un profilo farmacologico misto, producendo a basse dosi effetti di miglioramento della memoria ma senza convulsioni o effetti ansiogeni o debolezza muscolare, sebbene a dosi più elevate produca alcuni effetti sedativi.